# Victorian Football League
La Victorian Football League, antigament coneguda com a Victorian Football Association (VFA), és la màxima competició de futbol australià de Victòria (sense comptar l'Australian Football League, la competició nacional que evolucionà de la Victorian Football League i que està majoritàriament instal·lada en aquest estat amb 10 dels 18 clubs).

## Història
El futbol australià es començà a disputar al país cap als anys 1850. La Victorian Football Association nasqué el 17 de maig de l'any 1877. Els clubs fundadors foren Albert Park, Carlton, East Melbourne, Essendon, Hotham, Melbourne, St. Kilda i West Melbourne.
L'any 1897 es produí una escissió dins la VFA i es creà una organització anomenada Victorian Football League (VFL). Aquests clubs foren: Carlton, Collingwood, Essendon, Fitzroy, Geelong, Melbourne, St Kilda i South Melbourne. L'any 1908 el Richmond també passà de la VFA a la VFL. El 1925 seguiren el mateix camí Footscray, Hawthorn i North Melbourne.
L'any 1990 la VFL canvià la seva denominació per reflectir el seu nou caire nacional esdevenint Australian Football League (AFL). Amb aquest canvi, la Victorian Football Association (VFA) també canvià de nom l'any 1995 adoptant l'antic nom de la primera, és a dir, Victorian Football League (VFL).

## Equips actuals
- Bendigo Bombers
- Box Hill Hawks
- Casey Scorpions
- Coburg Tigers
- Collingwood Magpies
- Frankston Dolphins
- Geelong Cats
- North Ballarat Roosters
- Northern Bullants
- Port Melbourne Borough
- Sandringham Zebras
- Werribee Tigers
- Williamstown Seagulls

## Historial
Victorian Football Association - Màxima categoria
| - 1877 Carlton - 1878 Geelong - 1879 Geelong - 1880 Geelong - 1881 South Melbourne | - 1882 Geelong - 1883 Geelong - 1884 Geelong - 1885 South Melbourne - 1886 Geelong | - 1887 Carlton - 1888 South Melbourne - 1889 South Melbourne - 1890 South Melbourne - 1891 Essendon | - 1892 Essendon - 1893 Essendon - 1894 Essendon - 1895 Fitzroy - 1896 Collingwood |

Victorian Football Association - Segon nivell
| - 1897 Port Melbourne - 1898 Footscray - 1899 Footscray - 1900 Footscray - 1901 Port Melbourne - 1902 Richmond - 1903 North Melbourne - 1904 North Melbourne - 1905 Richmond - 1906 West Melbourne - 1907 Williamstown - 1908 Footscray - 1909 Brunswick - 1910 North Melbourne - 1911 Essendon Association - 1912 Essendon Association - 1913 Footscray - 1914 North Melbourne - 1915 North Melbourne - 1916-17 Suspesa per la I GM - 1918 North Melbourne - 1919 Footscray - 1920 Footscray - 1921 Williamstown | - 1922 Port Melbourne - 1923 Footscray - 1924 Footscray - 1925 Brunswick - 1926 Coburg - 1927 Coburg - 1928 Coburg - 1929 Northcote - 1930 Oakleigh - 1931 Oakleigh - 1932 Northcote - 1933 Northcote - 1934 Northcote - 1935 Yarraville - 1936 Northcote - 1937 Prahran - 1938 Brunswick - 1939 Williamstown - 1940 Port Melbourne - 1941 Port Melbourne - 1942-44 Suspesa per la II GM - 1945 Williamstown - 1946 Sandringham - 1947 Port Melbourne | - 1948 Brighton - 1949 Williamstown - 1950 Oakleigh - 1951 Prahran - 1952 Oakleigh - 1953 Port Melbourne - 1954 Williamstown - 1955 Williamstown - 1956 Williamstown - 1957 Moorabbin - 1958 Williamstown - 1959 Williamstown - 1960 Oakleigh - 1961 Yarraville - 1962 Sandringham - 1963 Moorabbin - 1964 Port Melbourne - 1965 Waverley - 1966 Port Melbourne - 1967 Dandenong - 1968 Preston - 1969 Preston - 1970 Prahran - 1971 Dandenong | - 1972 Oakleigh - 1973 Prahran - 1974 Port Melbourne - 1975 Geelong West - 1976 Port Melbourne - 1977 Port Melbourne - 1978 Prahran - 1979 Coburg - 1980 Port Melbourne - 1981 Port Melbourne - 1982 Port Melbourne - 1983 Preston - 1984 Preston - 1985 Sandringham - 1986 Williamstown - 1987 Springvale - 1988 Coburg - 1989 Coburg - 1990 Williamstown - 1991 Dandenong - 1992 Sandringham - 1993 Werribee Tigers - 1994 Sandringham |

Victorian Football League - Segon nivell
| - 1995 Springvale - 1996 Springvale - 1997 Sandringham - 1998 Springvale | - 1999 Springvale - 2000 Sandringham - 2001 Box Hill Hawks - 2002 Geelong | - 2003 Williamstown - 2004 Sandringham - 2005 Sandringham - 2006 Sandringham | - 2007 Geelong - 2008 North Ballarat |